# Metadata Object Description Schema
Metadata Descripción de Objeto Schema (MODS) es un esquema de descripción bibliográfica basado en XML que fue desarrollado por el departamento para el desarrollo de redes y estándares. Se puede decir que MODS posee una complejidad intermedia. Es más
complejo que Dublín Core y está más orientado a bibliotecas.

## Sobre MODS

### Historia y desarrollo
Metadata Descripción de Objeto Schema (MODS)  se creó en colaboración con El departamento para el desarrollo de redes y estándares de La Biblioteca de Congreso y con expertos interesados con la finalidad de ofrecer un conjunto de elementos bibliográficos que pueden ser utilizado para una variedad de propósitos; particularmente para aplicaciones de biblioteca. Dado que es un derivado de MARC21 bibliográfico, creado para permitir la extracción de
datos de manera selectiva de los registros MARC21 existentes y crear registros originales.  Incluye un subconjunto de campos MARC y idioma basado en etiquetas más que códigos numéricos.  En algunos casos conjunta elementos del formato MARC 21. MODS Fue anunciado para uso de prueba en junio de 2002. Cuando del 5 de mayo de 2015  es en versión 3.6.
El número de usuarios de MODS es desconocido. Es sugerido que los usuarios se registren en el registro oficial de implementación. Hasta la fecha existen aproximadamente 35 proyectos en el registro, aunque se estima que muchos otros están haciendo uso del estándar. Los usuarios principalmente están operando en el área de bibliotecas digitales, y algunos de los registrados son proyectos de biblioteca digital de la Biblioteca del Congreso de los Estados Unidos.

### Relación a MARC
El esquema MODS fue diseñado para representar elementos de MARC, pero no representa todo los campos MARC ni tampoco los subcampos del esquema. Existen elementos de dato en MODS que no son compatibles con los registros MARC, lo cual redunda en la pérdida de información cuando se convierte un registro de MARC a MODS y de MODS a MARC. No hay ningún compromiso por parte de la Biblioteca del Congreso de Los Estados Unidos para mantener compatibilidad entre los dos formatos más allá de lo que le convenga a la comunidad de usuarios MODS.

### Ventajas
El uso de MODS proporciona varias ventajas comparado a otro esquemas de metadatos:
- Compatibilidad alta con descripciones de recursos preexistientes
- Menos detallado que MARC, así que varios registros pueden ser convertidos a MODS
- Conversiones a formatos externos como DC y otros formatos más sencillos pueden ser realizados

### Tablero de mantenimiento
Revisiones al esquema se discute en el MODS listserv, y aprobado por el Comité Editorial de MODS. El Comité de Editorial MODS/MADS es un grupo internacional  de voluntarios responsables por mantener el control editorial sobre MODS y MADS y su documentación así como los esquemas MODS y MADS XML. La Biblioteca del Congreso de Los Estados Unidos implementa los cambios aprobados al esquema y gestiona el sitio oficial.  No existe un comité de estándares del esquema hasta el momento. 